# Темар
Темар (њем. Themar) град је у њемачкој савезној држави Тирингија. Једно је од 43 општинска средишта округа Хилдбургхаузен. Према процјени из 2010. у граду је живјело 3.030 становника. Посједује регионалну шифру (AGS) 16069051.

## Географски и демографски подаци
Темар се налази у савезној држави Тирингија у округу Хилдбургхаузен. Град се налази на надморској висини од 330 метара. Површина општине износи 20,2 km². У самом граду је, према процјени из 2010. године, живјело 3.030 становника. Просјечна густина становништва износи 150 становника/km².